# Avia B-534
L'Avia B-534 era un caccia monomotore biplano prodotto dall'azienda cecoslovacca Avia negli anni trenta ed impiegato essenzialmente in Cecoslovacchia nel periodo immediatamente antecedente allo scoppio della seconda guerra mondiale e in Bulgaria durante la guerra.

## Storia del progetto
All'inizio degli anni trenta l'azienda aeronautica Avia decise di sviluppare un nuovo velivolo da caccia, con cui sostituire il precedente Avia BH-33, affidando, per la prima volta, il progetto all'ingegnere František Novotný. Il risultato fu il B-34, un modello dall'impostazione tradizionale di costruzione metallica e che adottava una configurazione alare biplana, in controtendenza a quanto sperimentato in quegli anni da poche (ma in seguito molto influenti) aziende mondiali orientate alle prestazioni ottenibili dai monoplani. Con la configurazione biplana Novotný privilegiava le doti di manovrabilità e di velocità di salita non ancora ottenibili con i monoplani, coerentemente a quanto veniva fatto in molte nazioni (tra cui l'Italia) in quegli anni. Durante la produzione questo velivolo passò dall'abitacolo aperto all'abitacolo chiuso, uno dei primi caccia prodotti in serie di questo tipo. Il prototipo, che venne portato in volo nei primi mesi del 1932, servì da base a numerose migliorie e ad ulteriori sviluppi basati sull'adozione di diverse motorizzazioni. Il secondo prototipo venne equipaggiato in un secondo momento con un motore a V di produzione cecoslovacca e proposto al personale militare con la designazione B-234. La definitiva adozione del motore Hispano-Suiza 12Y diede origine al prototipo del B-534, la variante di maggior successo e quella avviata alla definitiva produzione in serie.

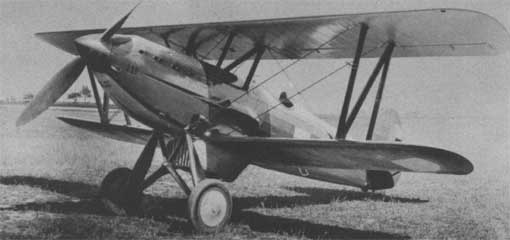
Il prototipo.

Il B-534 venne portato in volo per la prima volta il 25 maggio 1933, nelle mani del collaudatore Vaclav Koci, dando subito prova di ottime prestazioni. Dopo il primo lavoro di rifinitura e la presentazione alle autorità militari venne emesso, a metà del 1934, un primo ordine di fornitura per la Češkoslovenske Vojenske Letectvo (ČVL), l'aeronautica militare cecoslovacca. A quel tempo, lo sviluppo del B-534 risultava in anticipo sui suoi contemporanei. I reparti da caccia del Regno Unito erano ancora basati sull'Hawker Fury, mentre il Gloster Gladiator era ancora in fase di sviluppo finale. L'Unione Sovietica si affidava all'impiego degli aeromobili dell'OKB Polikarpov. Gli Stati Uniti d'America stavano ancora utilizzando i discendenti della serie Curtiss Hawk, con i prototipi del Seversky P-35 e del Curtiss P-36 in procinto di volare. Le prime consegne del B-534 ai reparti da caccia della ČVL iniziarono a fine 1935, con l'ordine di 445 esemplari evaso completamente nel 1938.
Nel frattempo un B-534 venne presentato all'avioraduno di Zurigo del 1937, dove i caccia tedeschi Messerschmitt Bf 109B dominarono le prove di abilità grazie alle loro eccellenti prestazioni generali. Tuttavia, nella gara di velocità il B-534 risultò aver conquistato il secondo posto, non molto distante dal risultato ottenuto dal Bf 109.
Dopo la prima versione, la B-534, che apparve nel 1932 contemporaneamente a un buon numero di nuovi modelli proposti da aziende europee e che venne costruita in pochi esemplari, passarono altri due anni prima che fosse avviato alla produzione il tipo successivo, il B-534 II. Fu questo il modello che adottò, per la prima volta, le mitragliatrici laterali. Rispetto alla prima versione integrò molti miglioramenti e sperimentò l'alloggiamento di un cannoncino automatico nel motore, sparante dal pignone dell'elica, calibro 20 mm. Ebbe tuttavia molti problemi di affidabilità e così non fu impiegato spesso, ma faceva della macchina uno dei primissimi caccia armati con cannoni della storia.
Dopo 200 esemplari prodotti, nel 1935 apparve il B-534 III ulteriormente migliorato, e infine il B-534 IV che per la prima volta aveva l'abitacolo chiuso, con tettuccio scorrevole. Il tipo di fusoliera, con una struttura sensibilmente rialzata e molto sottile, ricordava in maniera eccezionale quella di caccia come l'Hawker Hurricane, ora che vi era il tettuccio per il pilota.
A parte questo, il B-534 IV aveva anche i supporti per 6 bombe da 20 kg che lo rendevano un cacciabombardiere multiruolo a tutti gli effetti. In inverno, il carrello, che ora era carenato in maniera pesante per le due ruote di grande diametro, poteva essere sostituito con sci. Le macchine ebbero in seguito anche eliche bipala metalliche, con passo variabile. Infine, apparve il tipo Bk 534 con un cannoncini automatici Oerlikon FFS calibro 20 mm, che finalmente era ragionevolmente affidabile, con un caricatore da 20 colpi. Ne vennero in tutto consegnati almeno 272, e nel 1938, all'epoca dell'annessione da parte tedesca vi erano ben 450 esemplari in servizio, una delle forze aeree da caccia più potenti e moderne del mondo.
Infine apparve l'Avia B-634, una versione ulteriormente migliorata, nel 1936. Esso venne ritenuto da molti il caccia biplano di più bell'aspetto e più pulito, ma non entrò in produzione rimanendo esemplare unico, mentre si decise di continuare a produrre il -534, continuando a migliorarlo (e con l'abitacolo chiuso). Nel frattempo, anche in Cecoslovacchia si faceva strada l'idea del caccia monoplano, per il quale il caccia B-534 sarebbe stato un'eccellente base di partenza. Comunque il B-534 rimase in produzione per lungo tempo, quasi per un'intera generazione, l'ultima pre bellica, dei caccia europei, a titolo di paragone dagli esordi del FIAT Cr-32 alla fine della fase prototipica del FIAT Cr-42, entrambe macchine che superava per alcuni aspetti.

## Tecnica

### Struttura
La progettazione vedeva una macchina biplana, con struttura costituita da una travatura reticolare formata da tubi in acciaio, mentre anche le ali erano costituite da strisce di acciaio, il tutto rinforzato da controventature costituite da travetti di acciaio. Il rivestimento era in tela verniciata, eccetto che nella parte anteriore della fusoliera, costituita in tal caso da una serie di pannelli di metallo, probabilmente alluminio.
Le ali erano praticamente uguali, sia quella inferiore che quella anteriore, con una campatura a "Z" costituita da due travetti in parallelo, con uno trasversale che li congiunge. Un'altra trave esisteva tra l'ala superiore e la fusoliera.
Il carrello d'atterraggio era fisso, dotato anteriormente di ruote di grandi dimensioni, con una sola campata posteriore, mentre la coda aveva una struttura a pattino piuttosto che un ruotino.

### Motore
L'unità motrice di questo caccia era un elemento fondamentale, con una struttura particolarmente massiccia e lunga. Era un ČKD HS 12Y, versione prodotta su licenza del motore franco-spagnolo Hispano-Suiza 12Y, dall'architettura 12 cilindri a V raffreddato a liquido, con il radiatore posizionato in una struttura fissa tra le gambe del carrello. Era questo il motore base di una intera generazione di macchine francesi, che compariva anche sulla serie di caccia Dewoitine D.500. Esso dava una potenza notevole, ma per i minuscoli caccia dell'epoca era assai impegnativo. Nondimeno, il robusto caccia cecoslovacco era abbastanza piccolo da consentire di alloggiarlo rimanendo abbastanza leggero da rendere possibili buone prestazioni.

### Armamento
L'armamento era costituito, nella versione B-534 II, da mitragliatrici sistemate ai lati della fusoliera, di piccolo calibro, con scanalature nella fusoliera per consentire il fuoco. Esse avevano 200 colpi ciascuna e permettevano una ventina di secondi di fuoco, possibile grazie ad un collimatore di tiro a riflessione e un sincronizzatore di tiro per sparare attraverso l'elica. Quest'ultima era munita di due sole pale, ma con grande corda per dissipare in un diametro contenuto la grande potenza motrice. L'elica aveva una carenatura molto appuntita, sotto la quale faceva capolino il piccolo radiatore dell'olio.

## Impiego operativo

### Cecoslovacchia, Protettorato di Boemia e Moravia, Repubblica Slovacca
Le prime versioni del B-534 entrarono in servizio nel 1935 nei reparti da caccia della Češkoslovenske Vojenske Letectvo (ČVL), l'aeronautica militare della Cecoslovacchia, rimanendo in prima linea fino al 1939 quando, per l'intervento della Germania nazista, avvenne la divisione dello stato. In quell'ambito la Germania assunse il controllo della parte occidentale, a maggioranza ceca, che da quel momento venne ridesignata Protettorato di Boemia e Moravia, separandola da quella orientale, a maggioranza slovacca, che diventò uno stato solo formalmente indipendente con la designazione di Repubblica Slovacca. Da quel momento la precedente forza aerea venne disciolta e circa 80 tra B-534 e Bk-534 entrarono a far parte della nuova forza armata, la Slovenské vzdušné zbrane.
Il B-534 venne utilizzato in combattimento per la prima volta in quello stesso anno, durante la guerra slovacco-ungherese, quando i reparti della Slovenské vzdušné zbrane si scontrarono con quelli del Regno di Ungheria per la ridefinizione del confine tra i due Stati. In seguito, nel settembre 1939, due squadriglie parteciparono a fianco della Luftwaffe nel ruolo di caccia di scorta agli Junkers Ju 52/3m da trasporto durante la Campagna di Polonia. Gli stessi squadroni vennero nuovamente utilizzati, a supporto della Luftwaffe, sul fronte orientale, in Ucraina durante l'estate 1941 e successivamente, nel 1942, in operazioni di controguerriglia contro le locali organizzazioni partigiane. Successivamente l'inferiorità nelle prestazioni rispetto ai nuovi modelli introdotti durante il conflitto, la mancanza di parti di ricambio e la scarsa disponibilità della miscela combustibile della vecchia forza aerea cecoslovacca (il BiBoLi o, in alternativa, qualche altra miscela di alcool, benzolo e benzina), infine relegò gli esemplari sopravvissuti a compiti di seconda linea, destinati principalmente alla formazione dei nuovi piloti da caccia nelle scuole di volo ma anche come aereo da traino alianti. Venne inoltre valutato, opportunamente adattato, come aereo imbarcato sulla portaerei Graf Zeppelin.
Durante la guerra contro l'Ungheria i risultati ottenuti, contro i coevi FIAT Cr-32, pure biplani, furono piuttosto scadenti, questo in parte fu dovuto alla carenza di piloti esperti nelle file slovacche (il grosso dei piloti della disciolta aviazione cecoslovacca disconosceva gli stati fantoccio, scegliendo spesso l'esilio, combattendo sotto altre bandiere la germania nazista).
Gli esemplari ancora in condizioni di volo vennero rimessi in prima linea durante l'Insurrezione nazionale slovacca del settembre-ottobre 1944. Diversamente da quanto previsto dagli insorti, le autorità militari rifiutarono di schierarsi con i rivoltosi e questi furono costretti ad utilizzare un eterogenea ed improvvisata serie di velivoli diversi, tra i quali alcuni B-534, che operarono dall'allora designato aeroporto Tri Duby di Sliač. Il 2 settembre 1944, il sergente maggiore František Cyprich, subito dopo aver provato un B-534 appena riparato, riuscì ad abbattere uno Junkers Ju 52/3m da trasporto dell'ungherese Magyar Királyi Honvéd Légierő diretto verso una base nella Polonia occupata. Questa risulta essere la prima vittoria in un combattimento aereo per gli insorti e una delle ultime di un biplano. Nonostante il successo, data l'estrema necessità di recuperare velivoli funzionanti, Cyprich venne rimproverato per non aver optato verso un atterraggio forzato con conseguente cattura dello Ju 52 piuttosto che il suo abbattimento. Gli ultimi due B-534 presenti a Tri Duby vennero dati alle fiamme in occasione dell'evacuazione della base il 25 ottobre 1944.

### Bulgaria
L'allora Regno di Bulgaria acquistò 78 B-534 nel 1939, ben dopo la separazione di Boemia e Moravia dalla Slovacchia, ordine evaso con la consegna dell'ultimo lotto nel marzo 1942. Il 1º agosto 1943 sette di questi esemplari furono protagonisti di un doppio contatto con i bombardieri Consolidated B-24 Liberator della statunitense United States Army Air Force di ritorno da una missione su Ploiești. Benché ci fosse stato uno scambio di colpi, alcuni andati a segno, nessun B-24 venne abbattuto e solo alcuni dei B-534 colpiti rimasero danneggiati durante l'atterraggio. Dopo il colpo di Stato antinazista del 9 settembre 1944, la Bulgaria cambiò il proprio appoggio militare revocandolo all'Asse e schierandosi con gli Alleati, utilizzando da quel momento i B-534 rimasti in missioni di attacco al suolo contro reparti della Wehrmacht. Il giorno seguente, il 10 settembre, sei B-534 furono costretti ad affrontare altrettanti Messerschmitt Bf 109 della Luftwaffe in un combattimento a bassa quota. I caccia tedeschi, pur tecnologicamente superiori, riuscirono ad abbattere solo un avversario prima di ritirarsi rendendosi conto del vantaggio tattico derivante dalla maggiore manovrabilità offerta dalla velatura biplana.

### Altri
Alcuni esemplari entrarono in servizio in Unione Sovietica, Regno di Romania e Regno di Bulgaria sia come prede di guerra che per l'iniziativa di alcuni piloti da caccia slovacchi i quali, dissentendo dalle scelte del proprio governo, decisero di disertare conducendo i propri B-534 al di fuori del proprio territorio nazionale.

## Versioni
B-534/1
primo prototipo.
B-534/2
secondo prototipo.
B-534 I
prima versione di produzione in serie, armata con due mitragliatrici in fusoliera più una terza installata in una delle sue semiali inferiori.
B-534 II
sviluppo del B-534 II, migliorato in diversi aspetti. Armamento costituito da quattro mitragliatrici installate ai lati della fusoliera.
B-534-III
ulteriore sviluppo.
B-534-IV
versione equipaggiata con un tettuccio e attacchi per bombe da caduta.
Bk-534
versione armata con cannoncini automatici Oerlikon FFS calibro 20 mm.

## Utilizzatori
Bulgaria
- Vazhdushnite na Negovo Velichestvo Voiski

operò con un numero tra i 48 ed i 100 esemplari (anche se per lo più è citato il numero 78), battezzati localmente "Dogan" (falco predatore).
 Cecoslovacchia
- Češkoslovenske Letectvo

 Croazia
- Zrakoplovstvo Nezavisne Države Hrvatske

operò con esemplari ceduti dalla Germania.
 Germania
- Luftwaffe

 Grecia
un imprenditore greco acquistò due B-534 per proporli al governo greco. Gli esemplari vennero dispersi nel caos del 1941.
 Romania
- Forțele Aeriene Regale ale României

operò con un numero di esemplari imprecisato nel ruolo di aereo da traino alianti, ricevuti dalla Germania assieme a tre DFS 230.
 Slovacchia
- Slovenské vzdušné zbrane

operò con alcuni esemplari appartenuti alla precedente identità nazionale cecoslovacca.
 Ungheria
- Magyar Királyi Honvéd Légierő

un B-534 venne catturato dalle truppe ungheresi durante la guerra di confine del 1939 ed utilizzato per prove di volo comparative per un certo periodo, immatricolato prima HA-VAB, quindi, in un secondo tempo, G.192.
 Unione Sovietica
un imprecisato numero (otto secondo alcune fonti) di B-534 sarebbero stati usati dai sovietici in uno squadrone segreto NKVD per oscurare voli di velivoli tedeschi.